# Mikhaïl Tseitline
Ne doit pas être confondu avec Mark Tseitline.
Mikhaïl Semionovitch Tseitline ou Tseitlin est un joueur d'échecs soviétique puis allemand né le 16 juin 1947 à Babrouïsk en Biélorussie. 

## Biographie et carrière
Tseitline remporta le championnat de Moscou à deux reprises : en 1976 (ex æquo avec Makarytchev) et 1977. Il gagna les tournois de Nałęczów (en 1979), Pernik (en 1977 et 1981), Lodz (en 1980).
Il obtint le titre de maître international en 1977 et celui de grand maître international en 1987. Il a le titre de grand maître international du jeu d'échecs par correspondance depuis 1990. Il remporta le tournoi par correspondance mémorial A. Markov (1987-1992).
Il était affilié à la fédération russe des échecs dans les années 1990. Il s'est installé en Allemagne et est affilié à la fédération allemande depuis 1998.

## Publications
- Winning With the Schliemann, 1991
- (avec Igor Glaskov) The Budapest for the Tournament Player, 1992
- (avec Igor Glaskov) The Complete Vienna, 1995